# Dustin Dollin

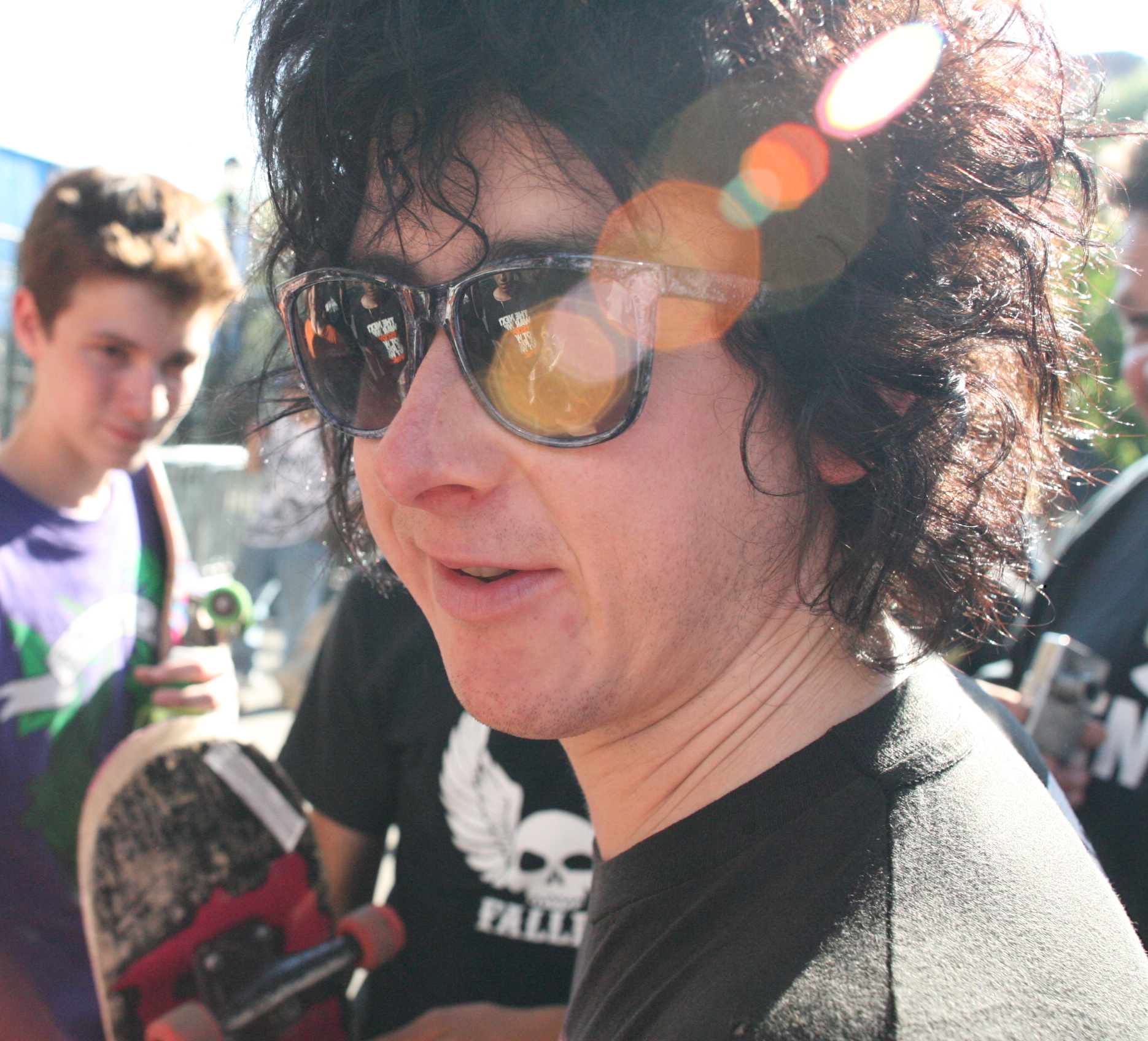
Dustin Dollin (2007)

Dustin Dollin (* 26. Juni 1980 in Ballina) ist ein australischer Profi-Skateboarder.

## Werdegang
Dollin begann im Alter von 12 Jahren mit dem Skaten und fährt standardmäßig in der „Goofy“-Stellung. Anfangs wurde er von der Skateboardfirma Stereo gesponsert, doch er wechselte bald zu Baker. In der ersten Show der Skateboarding-Online-Video-Show „Epicly Later'd“ auf VBS.TV wurden Ausschnitte von Dollin gezeigt. Er erschien auf den Titelseiten der Skateboardmagazine Thrasher, Skateboarder und Slap. Er ist ein spielbarer Charakter im Videospiel Tony Hawk’s Project 8 und anderen Titeln der Tony Hawk’s Spielreihe. Am 31. August 2003 gewann er 10.000 US-Dollar beim Bayview Rumble-Contest. Zu seinen jetzigen Sponsoren gehören: Volcom, Independent, Baker Skateboards, Vans, Diamond und Spitfire.
Dollin ist verheiratet und wohnt zurzeit in Melbourne.

## Skateboard-Videos
- 411VM issue #36
- Deluxe World Wide Distribution
- Deluxe Gnarcotica: The Deluxe Great Lakes Tour
- King of the Road (2003)
- Baker Bootleg
- Baker 2g
- Baker 3
- Baker – Bake and Destroy
- Baker Has a Deathwish Summer Tour (2009)
- Baker Has a Deathwish (2008)
- ON Video Magazine Winter (2003)
- ON Video Magazine Fall (2000)
- Shake Junt – Chicken Bone Nowison
- Transworld – Sight Unseen
- Vans – Pleased to Meet You
- Vans – Propeller
- Volcom – Chichagof
- Volcom – Freedom Wig
- Volcom – Let’s live
- Baker 4